# 若駒戦
若駒戦（わかごません）こと木見杯争奪若駒戦（きみはいそうだつわかごません）は、1978年から1992年にかけて新進棋士奨励会（奨励会）の会員が参加して行われていた将棋の棋戦（非公式戦）。大阪新聞主催。
升田幸三実力制第四代名人、大山康晴十五世名人ら多くの弟子を育てた木見金治郎九段をたたえて「木見杯」を冠した。

## 概要
- 奨励会の有段者（初段・二段・三段）が出場[1]。
- 関東・関西それぞれでトーナメントを行い、関東優勝者と関西優勝者とで決勝を行う。
- 第1回の決勝のみ三番勝負。

## 各回決勝結果
段位は決勝日におけるものである。段位が四段（プロ）となっている者は、勝ち抜く途中で四段昇段している。
| 回 | 決勝日                       | 優勝者           | 所属 師匠        | 準優勝者       | 所属 師匠        |
| -- | ---------------------------- | ---------------- | ---------------- | -------------- | ---------------- |
| 1  | 1978年10月25日 - 10月26日[3] | 児玉孝一 三段    | 関西 岡崎史明    | 泉正樹 二段    | 関東 関根茂      |
| 2  | 1979年10月11日               | 堀口弘治 二段    | 関東 加藤博二    | 民輪義孝 初段  | 関西 若松政和    |
| 3  | 1980年10月29日               | 有森浩三 二段    | 関西 有吉道夫    | 堀口弘治 三段  | 関東 加藤博二    |
| 4  | 1982年1月11日                | 室岡克彦 四段    | 関東 佐瀬勇次    | 野田敬三 三段  | 関西 森安秀光    |
| 5  | 1983年1月14日                | 石川陽生 二段    | 関東 高田丈資    | 有森浩三 三段  | 関西 有吉道夫    |
| 6  | 1984年1月23日                | 神崎健二 二段    | 関西 灘蓮照      | 石川陽生 三段  | 関東 高田丈資    |
| 7  | 1985年2月2日                 | 長沼洋 二段      | 関西 田中魁秀    | 愛達治 三段    | 関東 佐瀬勇次    |
| 8  | 1986年3月7日                 | 羽生善治 四段    | 関東 二上達也    | 神崎健二 二段  | 関西 灘蓮照      |
| 9  | 1987年2月28日                | 中山則男 三段    | 関西 板谷四郎    | 小池裕樹 二段  | 関東 安恵照剛    |
| 10 | 1988年3月11日                | 森内俊之 四段    | 関東 勝浦修      | 藤原直哉 三段  | 関西 若松政和    |
| 11 | 1989年6月5日                 | 藤原直哉 四段    | 関西 若松政和    | 河井智 二段    | 関東 所司和晴[4] |
| 12 | 1990年6月11日                | 畠山成幸 四段    | 関西 森安正幸    | 小泉有朋 三段  | 関東 芹沢博文[5] |
| 13 | 1991年7月5日                 | 庄司俊之 三段[6] | 関東 佐瀬勇次[7] | 立石径 三段[8] | 関西 有吉道夫    |
| 14 | 1992年7月2日                 | 久保利明 三段    | 関西 淡路仁茂    | 北島忠雄 三段  | 関東 関根茂      |